# ماتیا ویتی
ماتیا ویتی (زادهٔ ۲۴ ژانویهٔ ۲۰۰۲) بازیکن فوتبال اهل ایتالیا است که هم اکنون در پست مدافع و برای باشگاه فوتبال امپولی بازی می‌کند.

## تیم ملی
وی همچنین در تیم‌های ملی فوتبال زیر ۱۵ سال ایتالیا، زیر ۱۶ سال ایتالیا، و زیر ۱۸ سال ایتالیا بازی کرده‌است.